# Окулярник рудолобий
Окулярник рудолобий (Heleia wallacei) — вид горобцеподібних птахів родини окулярникових (Zosteropidae). Ендемік Індонезії.

## Поширення і екологія
Рудолобі окулярники поширені на Малих Зондських островах. Вони мешкають на Сумбаві, Сумбі, Комодо, Флоресі та на островах Солор. Рудолобі окулярники живуть в тропічних лісах і чагарникових заростях.